# СОККСКСАРХЕН
Сокксксарген — адміністративний регіон на Філіппінах, розташований у південно-центральній частині острова Мінданао, позначається як Регіон XII. Назва регіону є абревіатурою від назв чотирьох провінцій: Південний (South) Котабато, Котабато, Султанат-Кударат і Сарангані та одного із міст — Генерал-Сантос. Раніше регіон мав назву Центральний Мінданао. Регіональним центром є місто Коронадаль, розташоване в провінції Південний Котабато. Центром торгівлі, промисловості, транспорту та найбільшим містом регіону є місто Генерал-Сантос.
До складу регіону входить місто Котабато, яке розташоване в межах провінції Магвінданао Автономного Регіону Мусульманського Мінданао.
Регіон межує на півночі з регіоном Північне Мінданао, на сході з регіоном Давао, на південному сході омивається водами моря Сулавесі. Сокксксарген має протяжну берегову лінію, територія порізана долинами та гірськими хребтами. Має розгалужену річкову систему. Ріо-Гранде-де-Мінданао — найдовша річка на острові Мінданао та друга по довжині на Філіппінах.